# Cassibile (fiume)
(Jean Houel Voyage pittoresque des isles de Sicile, de Malte et de Lipari. (1782-1787))
Il fiume Cassibile (in greco Κακύπαρις) è un fiume della Sicilia orientale.

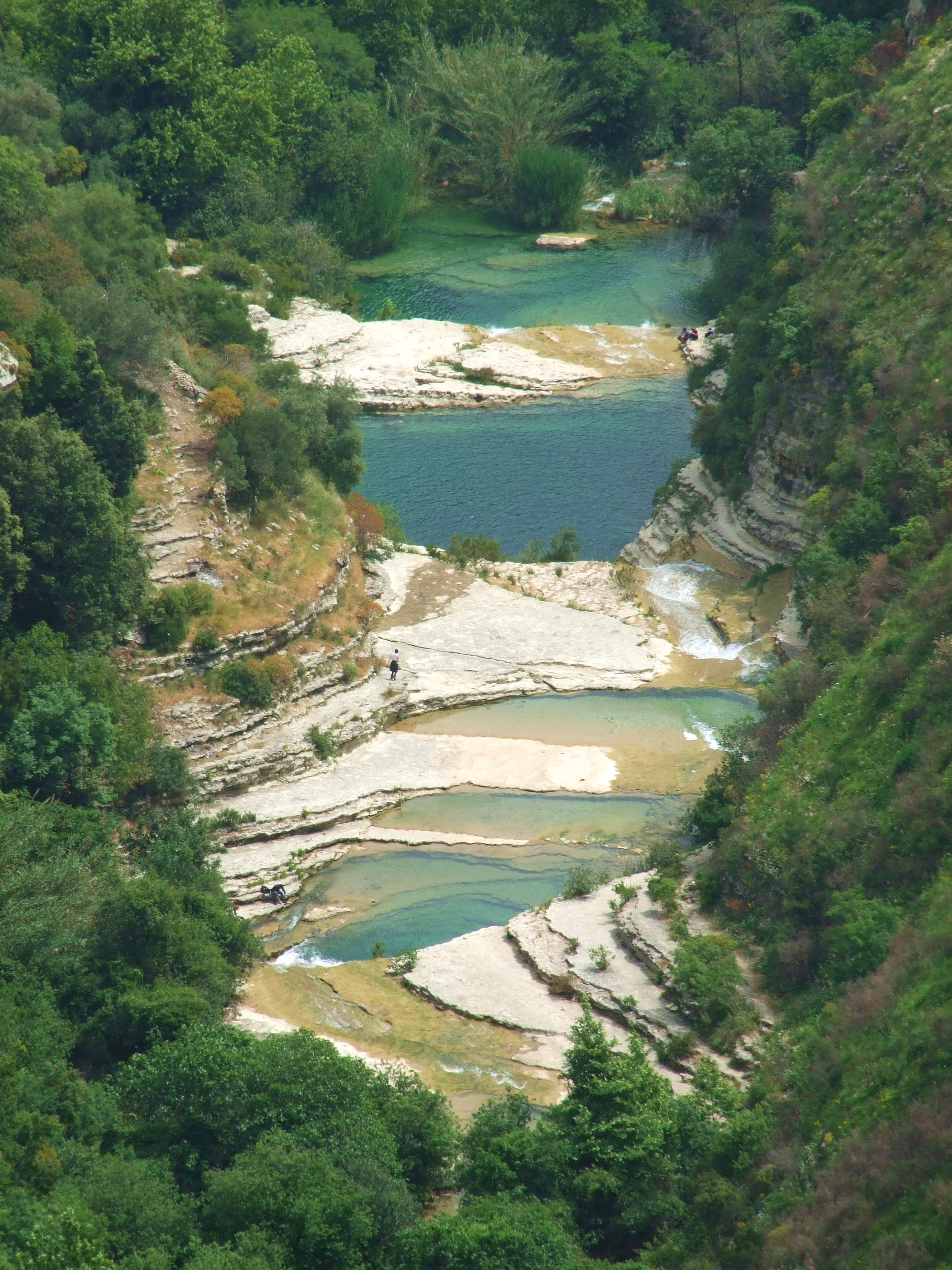
Il canyon di Cavagrande scavato dal Cassibile

Nasce presso Fontana Saraceni, Fontana Santa Lucia, Fontana Velardo e Fontana Pianette a pochi km da Palazzolo Acreide, in località Serra Porcari. Il suo percorso di 30 km si snoda tra i comuni di Palazzolo Acreide e di Avola, sfociando poi nel Mar Ionio fra Capo Negro e Punta del Cane a 23 km a sud di Siracusa tramite un estuario. In realtà l'estuario del fiume non è da considerare un vero e proprio estuario, ma un'immissione di acqua di mare, in quanto il fiume si ingrotta per sfociare parecchi chilometri in alto mare. Ricade nel territorio dei comuni di Avola, Siracusa e Noto.
Lo scorrere del fiume Cassibile, nel corso dei millenni ha creato una serie di profondi canyon, fenomeno assai diffuso nel siracusano La profondità maggiore raggiunta è di 520 m s.l.m., ma nei pressi del belvedere di Avola antica con i suoi 507 metri raggiunge la massima profondità. Sempre in questo tratto il canyon raggiunge la massima ampiezza di 1200 metri.
Lungo il percorso del fiume si notano molte tombe scavate nella roccia che furono oggetto dello studio, nel secolo scorso, di Paolo Orsi. Sono tombe quasi tutte a grotticella, a pianta rettangolare o ellittica.
In circa 10 km forma numerosi laghetti, con acque fresche e limpide, fra cui spiccano per bellezza i piccoli laghi nei pressi di Avola antica accessibili al pubblico tramite una scala storica, la "Scala Cruci". Questa parte del suo percorso costituisce un'area di grande valore naturalistico che è divenuta, l'area protetta di Cavagrande del Cassibile.